# Snow Angels
Snow Angels è un film del 2007 diretto da David Gordon Green, basato sull'omonimo romanzo di Stewart O'Nan, presentato al Sundance Film Festival.

## Trama
Arthur è un liceale insicuro, dai genitori problematici, che suona il trombone nella banda della piccola cittadina dove vive. Lavora anche in un diner, dove si diverte a flirtare con Annie, che qualche anno prima era la sua babysitter. Dal canto suo Annie prova a costruirsi una nuova vita dopo la drammatica separazione dal marito Glen, un uomo pieno di problemi che non si rassegna all'idea di aver perso la moglie e la figlioletta. Mentre Arthur s'innamora lentamente di una compagna di scuola di nome Lila, i rapporti tra Annie e Glen si faranno sempre più tesi.

## Uscite internazionali
- Uscita negli  USA: 7 marzo 2008